# Джордж Гершвін
Джордж Ґершвін (англ. George Gershwin, 26 вересня, 1898, Бруклін — 11 липня, 1937) — американський композитор. Народився у районі Бруклін, Нью-Йорк, у сім'ї євреїв — емігрантів з України. Більшість своїх творів композитор написав у співавторстві зі своїм старшим братом поетом Айрою. Він писав як класичні твори, так і для Бродвею. Його твори мали великий успіх серед публіки, а також виконавців, багато з них використовували для фільмів.

## Життєпис
Справжні ім'я та прізвище Джорджа Ґершвіна — Яків Гершович. Його батько емігрував до Америки з Одеси.
Джордж був другою дитиною у сім'ї. Коли хлопець досяг 6-річного віку він познайомився з відомим, в майбутньому, американським скрипалем Максом Розенцвейгом. У домі Розенцвейга, який був старшим за Джорджа, він сам навчився грати на фортепіано: підбирав по слуху популярні мелодії, намагався складати. Але одного разу в домі Ґершвинів з'явилося фортепіано — батьки купили його для занять Айри. Яке ж було здивування батьків, коли молодший брат за короткий час досяг настільки великого успіху, що залишив брата далеко позаду. На превелику радість братів було вирішено, що займатися на фортепіано буде Джордж.
За два роки навчання Джордж змінив чотирьох вчителів. І тільки вчитель Чарлз Хамбіцер виявився саме тим вчителем, який був потрібен майбутньому композитору. Піаніст і композитор Хамбіцер одразу побачив винятковий талант учня і недоліки його музичного виховання. Вчитель викладав радісно та захоплено, вчив не тільки грі на фортепіано, але і дав вірний напрям розвитку таланту Джорджа, познайомив його з творчістю Йоганна Себастьяна Баха, Ференца Ліста, Фредерика Шопена, Моріса Равеля, Клода Дебюссі. Зустрічі Хамбіцера й учня продовжувались до самої смерті вчителя у 1918 році.
У 1915 році 17-річний Джордж починає працювати піаністом-популяризатором у видавництві «Ремік і Ко». А вже у 1916 році з'являється перший його твір, який здобув успіх. Ґершвін привернув увагу деяких бродвейських продюсерів. Зіґмунд Роберт з радістю включив музику Ґершвіна у свою оперету «The Passing Show of 1916».
У 1918-1919 роках на Бродвеї з'явилось багато творів композитора: його пісня Суоні «Swanee» увійшла до мюзиклу «Сінбад» і мала приголомшливий успіх у виконанні Ела Джонсона.
Першою, але не дуже вдалою спробою введення елементів джазу в композицію традиційного типу стала його одноактна опера «135 вулиця» («135th Street»). Але вже наступний його твір написаний у змішаній манері — Рапсодія у стилі блюз для фортепіано з оркестром перевернула американський музичний світ. Трохи неоднорідна за формою ця рапсодія завдяки винятковій оригінальності мелодики і ритму, яскравому національному колориту отримала міжнародне визнання і досі є найпопулярнішим симфонічним твором американського композитора.
У 1928 році Ґершвін їде до Європи де спілкується з визначними композиторами того часу, такими як Моріс Равель. Подорож до Європи надихнула композитора на створення симфонічної сюїти «Американець у Парижі» («An American in Paris»), у якій яскраво проявилась майстерність автора.
Весь цей час композитор працює зі своїм братом, який пише всі тексти для його творів. Цей творчий тандем протягом десятьох років був найпродуктивнішим на Бродвеї. Найвдалішим їхнім шоу було «Of Thee I Sing», яке побачило світ у 1931 році. За це шоу брати отримали Пулітцерівську премію, яка вперше була присуджена музичному твору.
У 1935 році побачила світ наймасштабніша і найдосконаліша опера композитора — «Поргі і Бесс» («Porgy and Bess»). Поставлена за романом Дюбоса Хейворда вона стала не тільки найдовершенішою оперою автора, але й найкращою серед всіх американських опер.
Однак 11 липня 1937 року композитор помер внаслідок невдалої операції з видалення пухлини головного мозку так і не побачивши успіху свого найкращого твору.

## Родина
- Дружина — Фрайделе Ойшер (1913—2004) — дитяча зірка американського театру на їдиші 1920-1930-х років.
  - Донька — Мерилін Майклс ([3]; нар. 1943) — нью-йоркська комедіантка (stand-up comedienne) та імперсонаторка.
  - син Майкл Стернберг.

## Твори
- Рапсодія у стилі блюз (1924)
- Пісня полум'я (1925) — оперета, що містить «Козацьку любовну пісню» (за мотивами пісні «Їхав козак за Дунай»)[4][5]
- Три прелюдії (1926), для фортепіано
- Американець у Парижі (1928)
- Поргі і Бесс (1935)

## Цікавий факт
У 1935 році Ґершвін написав арію «Summertime» для опери «Поргі і Бесс». За основу для написання цієї арії Ґершвін взяв українську колискову пісню «Ой ходить сон коло вікон», яку він почув у Нью-Йорку в 1929 році у виконанні Українського Національного Хору під керуванням Олександра Кошиця. Музика була написана у лютому 1934 року, однак повністю партитура опери була завершена 20 місяцями пізніше.